# Georges Thomas (football)
Pour les articles homonymes, voir Georges Thomas et Thomas.
Georges Thomas est un footballeur français né le 31 décembre 1931 à Saint-Martin-Boulogne (Pas-de-Calais) et mort le 15 février 2019 à Cannes. Il réalise sa carrière essentiellement à Monaco, comme défenseur. Avec l'équipe de la principauté, il remporte deux championnats et deux Coupes de France.

## Carrière de joueur
- 1955-1964 :  AS Monaco
- 1964-1965 :  OGC Nice
- 1966-1967 :  Arago sport orléanais[2]

## Palmarès
- Champion de France en 1961 et 1963 avec l'AS Monaco
- Vainqueur de la Coupe de France en 1960 et 1963 avec l'AS Monaco
- Vainqueur de la Coupe Charles Drago en 1961 avec l'AS Monaco
- Champion de France de D2 en 1965 avec l'OGC Nice